# سلستینو کورونادو رومرو
سلستینو کورونادو رومرو (اسپانیایی: Celestino Coronado Romero‎؛ ۲۰ نوامبر ۱۹۴۴ – ۲۱ ژوئیهٔ ۲۰۱۴) کارگردان نمایش، و کارگردان فیلم اهل اسپانیا بود که بیشتر عمر خود را در لندن گذراند. او از سال ۱۹۷۳ تا ۱۹۸۵ مدیر هنری کمپانی لیندزی کمپ بود. او شرکت تولید فیلم کابوشون را همراه با دیوید مایر تأسیس کرد و همچنین با اورلاندوی شگفت‌انگیز (بازیگر نابینای جک بیریکت) و آهنگساز شیلیایی کارلوس میراندا همکاری داشت.
از فیلم‌ها یا مجموعه‌های تلویزیونی که وی در آن‌ها نقش داشته‌است، می‌توان به «هملت» (۱۹۷۶) اشاره نمود.